# ورستد
ورستد (به انگلیسی: Wherstead) یک روستا و محله مدنی در بریتانیا است که در Babergh واقع شده‌است. ورستد ۳۴۲ نفر جمعیت دارد.